# Pettorina (torrente)
Il Pettorina è un torrente dell'alto Agordino che nasce a sud del massiccio della Marmolada e che dà il nome all'omonima valle.
Dopo aver oltrepassato Malga Ciapela il torrente si inabissa in una stretta gola, nota con il nome di Serrai di Sottoguda. Sfocia nel Cordevole a Caprile.